# Từ Hối
Từ Hối (tiếng Trung: 徐汇区, Hán Việt: Từ Hối khu) là một quận của thành phố trực thuộc trung ương Thượng Hải, Cộng hòa Nhân dân Trung Hoa. Đây là một quận nội thành của thượng Hải. Quận này có diện tích 54,76 km2, dân số năm theo điều tra dân số năm 2000 là 1.064.600 người.

## Khí hậu
| Dữ liệu khí hậu của Thượng Hải (Từ Gia Vị), elevation 5 m (16 ft), (1991–2020 normals, extremes 1951–present) | Dữ liệu khí hậu của Thượng Hải (Từ Gia Vị), elevation 5 m (16 ft), (1991–2020 normals, extremes 1951–present) | Dữ liệu khí hậu của Thượng Hải (Từ Gia Vị), elevation 5 m (16 ft), (1991–2020 normals, extremes 1951–present) | Dữ liệu khí hậu của Thượng Hải (Từ Gia Vị), elevation 5 m (16 ft), (1991–2020 normals, extremes 1951–present) | Dữ liệu khí hậu của Thượng Hải (Từ Gia Vị), elevation 5 m (16 ft), (1991–2020 normals, extremes 1951–present) | Dữ liệu khí hậu của Thượng Hải (Từ Gia Vị), elevation 5 m (16 ft), (1991–2020 normals, extremes 1951–present) | Dữ liệu khí hậu của Thượng Hải (Từ Gia Vị), elevation 5 m (16 ft), (1991–2020 normals, extremes 1951–present) | Dữ liệu khí hậu của Thượng Hải (Từ Gia Vị), elevation 5 m (16 ft), (1991–2020 normals, extremes 1951–present) | Dữ liệu khí hậu của Thượng Hải (Từ Gia Vị), elevation 5 m (16 ft), (1991–2020 normals, extremes 1951–present) | Dữ liệu khí hậu của Thượng Hải (Từ Gia Vị), elevation 5 m (16 ft), (1991–2020 normals, extremes 1951–present) | Dữ liệu khí hậu của Thượng Hải (Từ Gia Vị), elevation 5 m (16 ft), (1991–2020 normals, extremes 1951–present) | Dữ liệu khí hậu của Thượng Hải (Từ Gia Vị), elevation 5 m (16 ft), (1991–2020 normals, extremes 1951–present) | Dữ liệu khí hậu của Thượng Hải (Từ Gia Vị), elevation 5 m (16 ft), (1991–2020 normals, extremes 1951–present) | Dữ liệu khí hậu của Thượng Hải (Từ Gia Vị), elevation 5 m (16 ft), (1991–2020 normals, extremes 1951–present) |
| Tháng | 1 | 2 | 3 | 4 | 5 | 6 | 7 | 8 | 9 | 10 | 11 | 12 | Năm |
| --- | --- | --- | --- | --- | --- | --- | --- | --- | --- | --- | --- | --- | --- |
| Cao kỉ lục °C (°F)                                                                                            | 21.6 (70.9)                                                                                                   | 27.0 (80.6)                                                                                                   | 29.5 (85.1)                                                                                                   | 33.9 (93.0)                                                                                                   | 36.7 (98.1)                                                                                                   | 38.4 (101.1)                                                                                                  | 40.9 (105.6)                                                                                                  | 40.8 (105.4)                                                                                                  | 38.2 (100.8)                                                                                                  | 36.0 (96.8)                                                                                                   | 28.5 (83.3)                                                                                                   | 23.4 (74.1)                                                                                                   | 40.9 (105.6)                                                                                                  |
| Trung bình ngày tối đa °C (°F)                                                                                | 8.7 (47.7) | 10.7 (51.3)                                                                                                   | 14.9 (58.8)                                                                                                   | 20.9 (69.6)                                                                                                   | 25.8 (78.4)                                                                                                   | 28.6 (83.5)                                                                                                   | 33.2 (91.8)                                                                                                   | 32.6 (90.7)                                                                                                   | 28.7 (83.7)                                                                                                   | 23.5 (74.3)                                                                                                   | 17.8 (64.0)                                                                                                   | 11.3 (52.3)                                                                                                   | 21.4 (70.5)                                                                                                   |
| Trung bình ngày °C (°F)                                                                                       | 5.4 (41.7) | 7.0 (44.6) | 10.7 (51.3)                                                                                                   | 16.1 (61.0)                                                                                                   | 21.3 (70.3)                                                                                                   | 24.7 (76.5)                                                                                                   | 29.1 (84.4)                                                                                                   | 28.8 (83.8)                                                                                                   | 25.1 (77.2)                                                                                                   | 19.9 (67.8)                                                                                                   | 14.3 (57.7)                                                                                                   | 7.9 (46.2) | 17.5 (63.5)                                                                                                   |
| Tối thiểu trung bình ngày °C (°F)                                                                             | 2.9 (37.2) | 4.1 (39.4) | 7.6 (45.7) | 12.6 (54.7)                                                                                                   | 17.9 (64.2)                                                                                                   | 22.0 (71.6)                                                                                                   | 26.2 (79.2)                                                                                                   | 26.2 (79.2)                                                                                                   | 22.5 (72.5)                                                                                                   | 17.1 (62.8)                                                                                                   | 11.4 (52.5)                                                                                                   | 5.3 (41.5) | 14.7 (58.4)                                                                                                   |
| Thấp kỉ lục °C (°F)                                                                                           | −10.1 (13.8)                                                                                                  | −7.9 (17.8)                                                                                                   | −5.4 (22.3)                                                                                                   | −0.5 (31.1)                                                                                                   | 6.9 (44.4) | 12.3 (54.1)                                                                                                   | 16.3 (61.3)                                                                                                   | 18.8 (65.8)                                                                                                   | 10.8 (51.4)                                                                                                   | 1.7 (35.1) | −4.2 (24.4)                                                                                                   | −8.5 (16.7)                                                                                                   | −10.1 (13.8)                                                                                                  |
| Lượng Giáng thủy trung bình mm (inches)                                                                       | 72.2 (2.84)                                                                                                   | 65.0 (2.56)                                                                                                   | 97.3 (3.83)                                                                                                   | 84.2 (3.31)                                                                                                   | 91.0 (3.58)                                                                                                   | 224.9 (8.85)                                                                                                  | 163.2 (6.43)                                                                                                  | 225.9 (8.89)                                                                                                  | 131.5 (5.18)                                                                                                  | 69.6 (2.74)                                                                                                   | 61.4 (2.42)                                                                                                   | 50.4 (1.98)                                                                                                   | 1.336,6 (52.61)                                                                                               |
| Số ngày giáng thủy trung bình (≥ 0.1 mm)                                                                      | 10.6 | 10.4 | 12.7 | 11.3 | 11.2 | 14.3 | 12.2 | 12.7 | 10.1 | 7.5 | 9.2 | 8.5 | 130.7 |
| Số ngày tuyết rơi trung bình                                                                                  | 2.1 | 1.8 | 0.5 | 0.0 | 0 | 0 | 0 | 0 | 0 | 0 | 0.1 | 0.9 | 5.4 |
| Độ ẩm tương đối trung bình (%)                                                                                | 71 | 71 | 70 | 69 | 70 | 79 | 76 | 76 | 74 | 70 | 71 | 69 | 72 |
| Số giờ nắng trung bình tháng                                                                                  | 114.3 | 119.9 | 128.5 | 148.5 | 169.8 | 130.9 | 190.8 | 185.7 | 167.5 | 161.4 | 131.1 | 127.4 | 1.775,8 |
| Nguồn: China Meteorological Administration (sun 1981–2010) all-time extreme temperature                       | | | | | | | | | | | | | |